# ラックシー区
ラックシー区（ラックシーく、タイ語: เขตหลักสี่）は、タイ王国バンコク都の行政区の一つ。
この行政区は、時計回りに、ドーンムアン区、バーンケーン区、チャトゥチャック区、ノンタブリー県のムアンノンタブリー郡、パーククレット郡に接している。

## 歴史
1997年10月14日に、ドーンムアン区から分離、新設された。